# Ropica strandi
Ropica strandi là một loài bọ cánh cứng trong họ Cerambycidae.